# Trận Hàm Cốc lần thứ nhất
Trận chiến cửa Hàm Cốc lần thứ nhất (chữ Hán: 函谷關之戰, Hán Việt: Hàm Cốc quan chi chiến), là cuộc chiến tranh của các nước chư hầu Sơn Đông chống lại nước Tần hùng mạnh ở phía Tây.

## Nguyên nhân chiến tranh

### Chính sách hợp tung
Thế kỉ III TCN, phong kiến Trung Quốc bước sang thời Chiến Quốc. Thời gian này, bảy nước chư hầu là Tần, Tề, Ngụy, Sở, Triệu, Yên, Hàn phát triển lớn mạnh, lấn át các chư hầu khác. Trong đó, nước Tần, vốn bị các nước Trung Nguyên coi là Nhung Địch, sau biến pháp Thương Ưởng đã trở thành chư hầu lớn, bắt đầu khuếch trương thế lực về phía Đông, trở thành mối đe dọa cho các nước còn lại.
Tần Huệ Văn vương trọng dụng Trương Nghi làm tướng quốc, sau đó theo kế của ông ta, thường hay lấn át nước Ngụy. Tướng nước Ngụy là Công Tôn Diễn đề xướng kế sách hợp tung, kêu gọi các chư hầu phía đông nên cùng liên kết để chống lại nước Tần mạnh.

### Công Tôn Diễn đăng đàn
Sau khi tiến hành hoạt động Năm nước xưng vương (325 TCN), Công Tôn Diễn càng tích cực đẩy mạnh phong trào hợp tung, lôi kéo các nước Tề, Sở, Hàn cùng chống Tần, sau đó được đeo tướng ấn năm nước.
Năm 319 TCN, vua nước Nghĩa Cừ sang triều kiến nước Ngụy. Công Tôn Diễn khuyên vua Nghĩa Cừ cùng hợp tung, hẹn khi năm nước đánh Tần thì Nghĩa Cừ hãy đưa quân tập kích từ phía Bắc, định ước nếu các nước ở Sơn Đông (tức phía đông nước Tần) không làm gì thì Tần được dịp cướp bóc nước Nghĩa Cừ, nếu các nước đánh Tần, Tần sẽ phải mang lễ vật để biếu nước Nghĩa Cừ. Khi Tần đem lễ vật đến thì Nghĩa Cừ lập tức xuất quân. Vua Nghĩa Cừ đồng ý. Cục diện hợp tung sáu nước Ngụy-Hàn-Yên-Sở-Triệu-Nghĩa Cừ chính thức thành lập.

## Diễn biến cuộc chiến

### Yên, Sở lui quân
Năm 318 TCN, Công Tôn Diễn chính thức phát động bốn nước Hàn, Triệu, Yên, Sở và Ngụy hợp binh đánh Tần, cử Sở Hoài vương làm Tung ước trưởng. Tuy nhiên cuối cùng nội bộ năm nước không thống nhất, hai nước Yên, Sở không ra quân, chỉ còn có Tam Tấn (Hàn, ngụy, Triệu).

### Mặt trận Nghĩa Cừ
Sau khi năm nước ra quân, Tần Huệ Văn vương lo sợ Nghĩa Cừ đến quấy phá, bèn đem lễ vật đến biếu Nghĩa Cừ vương. Nghĩa Cừ vương thấy vậy, lập tức ra quân đánh Tần, đánh bại quân Tần ở gần ấp Lý Bá.

### Thất bại thê thảm
Liên quân ba nước tiên đến cửa ải Hàm Cốc (biên giới nước Tần) thì bị tướng Tần là Thứ trưởng Sư Lý Tật đánh phủ đầu. Vì tổ chức quân 3 nước lỏng lẻo nên không địch nổi quân Tần, phải rút về phía đông.
Sang năm 317 TCN, Sư Lý Tật đem quân tiến công, đánh bại quân Hàn, Triệu, Ngụy tại Tu Ngư, bắt sống công tử Khát nước Triệu và thái tử Hoán nước Hàn, giết tướng Hàn là Thân Sai, chém đầu 8 vạn 2 nghìn quân Tam Tấn.

## Kết cục và ý nghĩa
Trận chiến Hàm Cốc lần thứ nhất kết thúc với thất bại thê thảm của liên quân Tam Tấn, kèm theo đó là sự chấm dứt của phong trào hợp tung do Công Tôn Diễn đề xuất. Các nước chư hầu ở Sơn Đông ngày một suy yếu, còn Tần thì lại khẳng định được vị thế và ngày càng lớn mạnh, gần 100 năm sau thì thống nhất Trung Quốc.